# جولین کانگ
جولین کانگ (انگلیسی: Julien Kang؛ زادهٔ ۱۱ آوریل ۱۹۸۲) یک هنرپیشه و مدل اهل فرانسه است. او در سن-پیر-ا-میکلون قلمرو فرانسه در خارج از کشور در سواحل کانادا زاده شد. پدر او کره ای و مادرش اهل فرانسه است. برادر او دنیز کانگ یک بوکسور است.
در ماه مه ۲۰۱۲، کانگ در مقابل بازیگر ریو سی در سریال (خداحافظ همسر عزیز) به عنوان (گو را) یک جنگنده ای است که با هایوک ریو رقیب است، برنده شد.